# تقابل (فرگشت)
عمل متقابل (انگلیسی: Reciprocity) در زیست‌شناسی فرگشتی به سازوکارهایی گفته می‌شود که بر پایه آنها تکامل رفتار مشارکتی یا نوع‌دوستانه ممکن است با احتمال برهمکنش‌های دوسویه آینده مورد پسند قرار گیرد. نتیجه این است که چگونه میل به انتقام می‌تواند به جمع آسیب برساند و در نتیجه طبیعتاً از انتخاب خارج شود.